# The Legend of Zelda: Breath of the Wild
The Legend of Zelda: Breath of the Wild je akční adventura ze série The Legend of Zelda. Byla vytvořena i vydána Nintendem. Vydána byla pro konzole Nintendo Switch a Wii U 3. března 2017. Hra získala v roce 2017 ocenění v kategorii Hra roku na The Game Awards. Je též považována za jednu z nejlepších videoher vůbec.